# Тайна, Аннели
Аннели Кристиина Тайна (фин. Anneli Kristiina Taina, род. 21 июня 1951, Иматра, Кюми) — финский политический и государственный деятель. Член партии Национальная коалиция. Действующий член городского совета Тампере. В прошлом — министр обороны Финляндии (1995—1999), министр жилищного строительства (1995), последний губернатор Южной Финляндии (2004—2009) и первый генеральный директор агентства регионального управления Южной Финляндии (2010—2015), депутат эдускунты (1987—1999).

## Биография
Родилась 21 июня 1951 года в Иматре. Отцом Аннели Тайны был майор (в отставке) Тойво Юссила (Toivo Jussila), по инициативе которого маршал Маннергейм решил наградить коллективным Орденом Креста Свободы 4-го класса всех финских матерей в День матери 10 мая 1942 года. Копия этого приказа до сих пор украшает стены многих зданий Евангелическо-лютеранской церкви Финляндии. В детстве переехала в Тампере.
В 1975 году получила степень магистра социальных наук.
С 1977 года в течение десяти лет работала социальным работником, отвечающим за социальное обеспечение инвалидов в городе Тампере. 
Политическая карьера Тайны началась в 1981 году, когда она была избрана в городской совет Тампере. В 1985—1987 году была членом правительства Тампере. По результатам парламентских выборов 1987 года впервые избрана депутатом эдускунты.
После ухода 2 января 1995 года из правительства Пирьо Русанен, которого эдускунта назначила депутатом Европейского парламента, Аннели Тайна на короткое время (чуть более трёх месяцев) сменила его на посту министра жилищного строительства в Министерстве охраны окружающей среды Финляндии в правительстве Эско Ахо. Во время своего короткого пребывания на посту министра Тайна выступила за гуманное городское планирование и повышение роли женщин в планировании землепользования.
После парламентских выборов 1995 года получила портфель министра обороны в правительстве Пааво Липпонена, став второй женщиной на этом посту. За время её пребывания в должности были приняты решения о приобретении вертолётов и отправке войск для поддержания мира в Боснии и Герцеговине. Также было много дискуссий о развитии сил обороны Финляндии и возможном членстве Финляндии в НАТО.
С 2002 по 2003 год занимала должность директора государственного агентства Kela в округе Тампере.
В 2004 году назначена губернатором Южной Финляндии. После реформы 2010 года, когда губернии Финляндии были ликвидированы, а вместо них созданы агентства регионального управления Финляндии назначена генеральным директором агентства регионального управления Южной Финляндии со сроком полномочий пять лет. Вышла на пенсию в конце 2014 года.
Тайна занимала большое количество доверенных должностей, особенно в секторе здравоохранения и в области национальной обороны. Работала в Консультативном совете по делам ветеранов и заместителем председателя Совета обороны. C 1987 по 1995 год была членом Совета по гендерному равенству, а также возглавляла Kokoomuksen Naisten Liitto, женскую лигу Национальной коалиции. Она была избрана в правление Национальной коалиции в 2000 году. С 2006 по 2012 год была председателем женской организации Naisten Valmiusliitto. С 2012 по 2016 год Тайна была председателем правления Управления социального страхования Финляндии. Осенью 2016 года она была назначена для подготовки отчета о будущем финской таможни.
По результатам муниципальных выборов 2017 года избрана в городской совет Тампере.